# محطة كولدر هول للطاقة النووية
محطة كولدرهول للطاقة النووية حاليا جزء من مجمع سيلافيلد النووي تقع في سيسكيل في غرب كمبريا. هي أول محطة طاقة نووية تجارية على (نطاق واسع) في العالم (حيث كانت أول محطة لتزويد الشبكة العامة بالكهرباء في العالم في أوبينسك في الاتحاد السوفيتي عام 1954 وكان إنتاجها حوالي 5 ميغاواط)، كان الإنتاج الأولى للمحطة حوالي 90 ميغاواط من مفاعلين، ثم تضاعف مع إضافة مفاعلين آخرين، ثم تمت ترقيتها لإنتاج طاقة أعلى حتى وصلت 268 ميغاواط حراري.

## البداية والموقع
غرب كمبريا قبل العصر الذري كان يعتمد بشكل كبير على الفحم الحجري والصلب للعمل، أكثر من سبعين من حفر الفحم والصلب الخام غرقت في منطقة وايت هيفين على مدى 300 عام، خلال ذلك الوقت فقد أكثر من 500 من عمال المناجم حياتهم، وفي وايت هيفين وحدها مات 136 عامل في عام 1910 و 104 عامل في 1947.
بفضل متطلبات المجهود الحربي، إزدادت فرص التوظيف لاؤلئك اللذين لم يتم إستدعائهم على الجبهة عندما إفتتحت مصانع الذخائر الملكية للقذائف في دريج في عام 1940، وفي سيلافيلد في عام 1942، ثلاثة آلاف وخمسائة مقاول تم إستدعائهم لبناء المصنع في سيلافيلد، والذي بدأ بإنتاج مادة تي أن تي في مايو 1943، كان يحتوي على سكة حديد قياس 30 بوصة، و 82 مبنى في الخدمة، ومباني مخبرية تم شراؤها من قبل شركة مارشون.
في عام 1943، تم نقل جميع العلماء البريطانيين العاملين في مجال طاقة نووية إلى الولايات المتحدة الأمريكية اللتي كانت بعيدة عن قواعد العدو الجوية، كان لدى الامريكيين المزيد من القوى العاملة المتاحة للعمل في مشروع القنبلة الذرية، في غضون 3 سنوات جاءت حادثة هيروشيما، وفي عام 1946 أقر الكونغرس الأمريكي قانون مكماهون لمنع الدول الأخرى من تبادل معارفها النووية.
كان من المعروف أنه إذا أمكن التحكم في تفاعل السلسلة الذرية، فسوف يتم إعطاء كمية هائلة من الحرارة أثناء الإنشطار النووي، لم تستطع بريطانيا العظمى أن تتجاهل هذا المصدر الجديد للطاقة حيث كانت هنالك صعوبة متزايدة في الحصول على الفحم، كما إعتقدت الحكومة أنه بسبب الحرب الباردة يجب أن يكون لديها رادع نووي مستقل، وبمعنى آخر (منشآتها للقنبلة الذرية القادرة على إنتاج البلوتوينوم.
كانت السرعة هي الجوهر، ولكن أين يبني الإنجليز منشأتهم الذرية، في ذلك الوقت بدأت مصانع الذخائر تغلق أبوابها، لذا تم اختيار موقع فائض بالقرب من واريتغتون -ريسلي ليكون المقر الرئيسي لفريق التصميم، لم يكن لدى المهندسين البريطانيين عديمي الخبرة (في الأمور النووية) أي حق للوصول إلى (كومة الذرة) في أوكريدج بولاية تينيسي الأمريكية،(تسمى كومة لأن مفاعل 1942 التجريبي الاصلي تم بناؤه في ملعب للإسكواش باستخدام كومة من الجرافيت كمهدئ). كانوا يفكرون في بناء كومة مبردة بالماء لسحب الحرارة الزائدة، ولكن في حال فقد المبرد أو تسرب فإن ذلك سيؤدي إلى حادث نووي، لذلك فإن الموقع الذي يحتوي على كميات وفيرة من المياه النقية بعيدا عن الحضارة سيكون مطلوبا (تم فيما بعد إدراك أنه إذا أمكن تزويد الكسوة-علبة المغنيسيوم محكمة الإغلاق-حول وقود اليورانيوم بزعانف، فيمكن بناء مفاعل تبريد الهواء الأكثر أمانا بطبيعته).
وليتناسب الوضع كان من الضروري البحث عن موقع في شمال غرب إنجلترا أو غرب إسكتلندا.وفي منطقة ما بالقرب من مياه الصرف الصحي بدت واعدة، وكان هنالك العديد من مصانع المعدات في المنطقة التي كانت تغلق أبوابها (دريج، بوتل، سيلافيلد) كلها على ساحل كمبرلاند (أرض كمبريا) لم يكن موقع بوتل متاحا، وقد إشترت Courtaulds موقع سيلافيلد لبناء مصنع رايون، لذلك تم اختيار موقع دريج، ومع ذلك قررت Courtaulds أنه لا يوجد ما يكفي من الأيدي العاملة في المنطقة لدعم مصنع جديد وقررت المضي قدما والتبرع بموقع سيلافيلد لوزارة التموين، تم تغيير اسم الموقع إلى Windscale (لتجنب الخلط مع موقع Springfield) بالقرب من بريستون حيث تم إنتاج وقود اليورانيوم (في عام 1981 إقترحت مفتشية المنشآت النووية فصل الأعمال في الموقع إلى أشغال ويندسكيل وأشغال كولدر هول مع عودة الاسم الجماعي مرة أخرى إلى سيلافيلد.
```
كان موقع سيلافيلد أكثر ملائمة من موقع دريج، حيث كان يحتوي على مباني للمكاتب وجوانب للسكك الحديدية وبعض مباني الخدمات إنتقل المقاولون للموقع وتمت إزالة تلك المباني غير المطلوبة في الموقع بحلول عام 1947.
[
2
]
```

كانت بداية المشروع هي نية وزارة التموين في أواخر عام 1951، تطوير مصنع تجريبي صغير في هارويل أطلق عليه اسم PIPPA (Pressurised Pile For Producing Power and Plutonium) أو (الكومة المضغوطة لإنتاج الطاقة والبلوتونيوم)، وفي عام 1952 تم التخلي عن الفكرة لصالح محطة كالدرهول على نطاق واسع.
تم تجنيد المدخلات من هيئات ومقاولين بما فيها:
- •	سلطة الكهرباء البريطانية (British Electricit Authority) لاحقا سميت بالسلطة المركزية للكهرباء (Central Electricity Authority)
- •	سي. إيه. بارسونز (C.A. Parsons)
- •	بابكوك آند ويلكوكس (Babcock and Wilcox)
- •	ويسو (Whessoe)

خلال مرحلة التصميم تم تغيير التركيز لتحسين إنتاج البلوتونيوم على حساب الطاقة الكهربائية، وقد أدى ذلك إلى تخفيض المدخلات الحرارية المتاحة لتوليد البخار، ورغم ذلك إختار المصممون غلايات أكبر وتوربينات أكبر بتكلفة رأس مال متزايدة لزيادة الإنتاج الكهربائي للحد الأقصى.

## الإنشاء
بدأ البناء في 1 أغسطس 1953 ، وأصبح المفاعل الأول جاهزا في أقل من 3 سنوات في 1 مايو 1956، وكان أول إتصال بالشكبة العمومية في 27 أغسطس 1956 ويعد هذا الإنجاز مهما لاسيما بالنظر إلى العقبات اللتي يجب مواجهتها في اختيار المواد والمعايير المناسبة لكل شيء، من المواد الأساسية للمفاعل، ووسائط التبريد، ومواد إسطوانات الوقود رغم خلفية المعرفة المحدودة حول آثار الإشعاع على المواد.
تم بناء اكوام ويندسكيل بنواة من الجرافيت وتم تزويدها بقضبان من اليورانيوم في علبة محكمة الإغلاق، تمت إزالة الحرارة الناتجة عن عملية الانشطار في نواة المفاعل عن طريق المنافيخ الضخمة وأرسلت عبر المداخن عبر طبقات المرشح في الجزء العلوي، وهذا هو السبب في شكلها الغريب
ومن خلال الخبرة المكتسبة في تشغيل اكوام ويندسكيل تقرر استخدام هذه الحرارة المهدورة في زيادة البخار لدفع التوربينات لإنتاج الكهرباء، وبعد 3 سنوات في أكتوبر 1956 تحولت المملكة إلى أول محطة توليد كهرباء تعمل بالطاقة النووية في العالم وذها يعتبر إنجاز هندسي رائع تم بناؤه في غضون ثلاث سنوات.
لتسريع عملية البناء ـتم تصنيع العديد من العناصر مسبقا في الشركات المصنعة والمصنعة خصيصا للحام في موقع العمل، تم تصنيع المبادلات الحرارية (وزنها الإجمالي يبلغ 200طن) في رينفرو وتم تسليمها إلى الموقع في عشرة أقسام بسبب الطرق الضيقة وقيود الوزن على الجسور القريبة من الموقع، وكان تنظيف النواة (وعاء الضغط)يتم بدقة لقضبان الجرافيت البالغ عددهم 58000 واللتي تم تمريرها لداخل وعاء الضغط لبناء قلب المفاعل، يزن كل مفاعل 33500 طن ويوجد داخل جدار من الخرسانة المسلحة بسمك 3.3 متر.
كان هنالك برجان للتبريد ارتفاع كل منهما 300 قدم /91.44 متر، تم الحصول على مياه التبريد من نهر كالدر.
تم تشغيل أول مفاعل من مفاعلات كالدر هول الأربعة في عام 1956.
تم تشغيل المفاعل الثاني عام 1958.
بحلول أبريل من عام 1959 كانت المفاعلات الأربعة تزود البخار لثمانية مولدات توربينية.
في الستينيات من القرن الماضي تم رفع المفاعلات من 180 ميغاواط إلى 268 ميغاواط من الحرارة
كان لدى محطة كولدهول أول مفاعلات ماجنوكس في العالم، وتم اعتماد هذا النموذج لاحقا في بريطانيا وفي الخارج.

## كيف تمت السيطرة على المفاعل

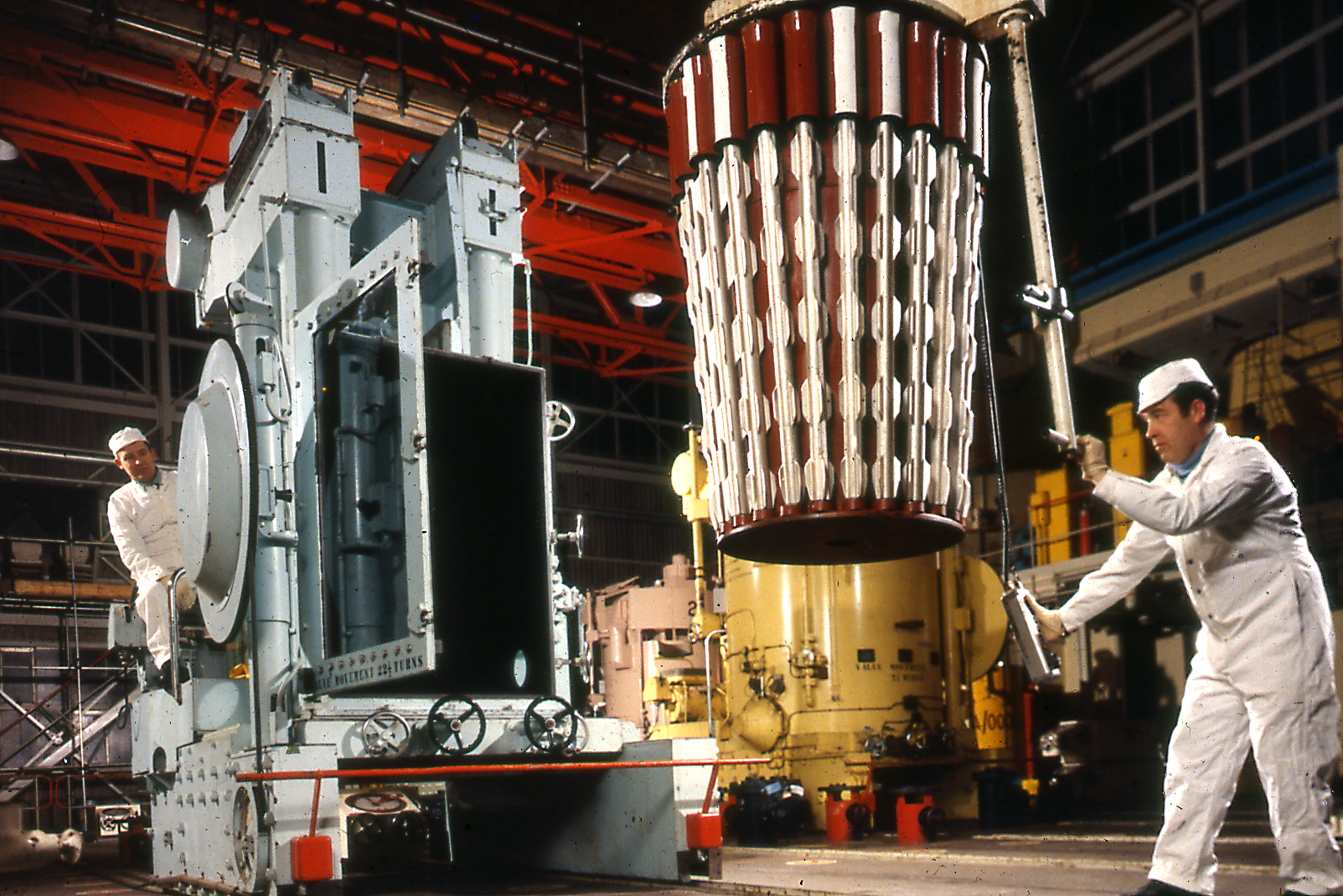
إنزال قضبان الوقود داخل المفاعل

تم إنزال قضبان التحكم بالكامل في المفاعل، تم إنزال قضبان الوقود والبالغ عددها 10000 قضيب في مكانها وسحب قضبان التحكم تدريجيا وجزئيا، عندما بدا التفاعل الانشطاري، كان يتم التحكم في إنتاج الطاقة بواسطة حركات بسيطة للغاية من قضبان التحكم فقط، تم تثبيت هذه القضبان في مكانها بواسطة مغناطيس كهربائي، لذا ففي حالة حدوث انقطاع في الطاقة أو حداث آخر تنخفض هذه القضبان فورا عن طريق الثقل في القلب وتغلق المفاعل على الفور، وتم تعليق الكرات الفولاذية المحتوية على البورون في النطاطات فوق المفاعل -يمكن إطلاقها بسرعة لإسقاطها وإغلاق المفاعل مرة أخرى، طلبت مفتشية المنشآت النووية إجراء هذه العملية في عمليات التفتيش المنتظمة.

## حقائق
- •	إفتتحتها الملكة إليزابيث الثانية في 17 أكتوبر لعام 1956.

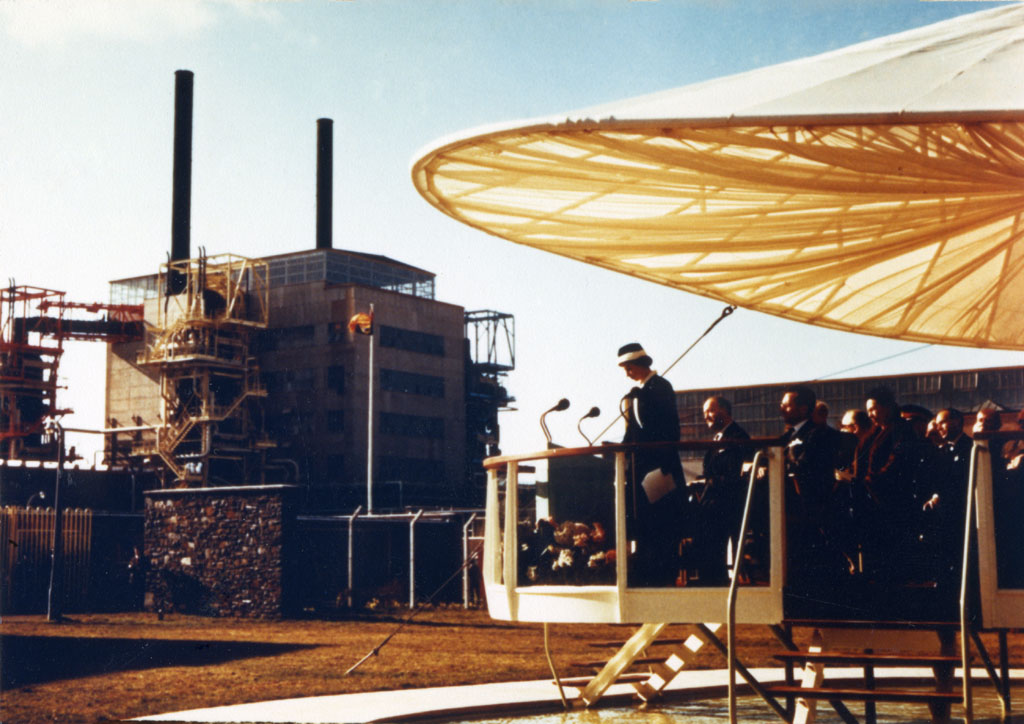
الملكة إليزابيث الثانية تلقي خطابا أثناء إفتتاح المحطة

- •	كانت ووركينغتون أول مدينة في المملكة المتحدة تحصل على الكهرباء من الطاقة النووية المنتجة في محطة كولدرهول.
- •	تم بناء 22 مفاعل Magnox آخر في المملكة المتحدة في 10 مواقع - بما في ذلك نسخة طبق الأصل الدقيق في Chapelcross إضافة إلى بناء موقعين لمفاعل Magnox في الخارج في Tokaimura باليابان وفي لاتينا بإيطاليا.
- •	تمتعت محطة كولدر هول بعمر تصميم أصلي يبلغ 20 عامًا، لكن المنشأة كانت تعمل بأمان لمدة 47 عامًا قبل إغلاقها في 31 مارس 2003.
- •	أنتجت المحطة ما يكفي من الكهرباء لتزويد مبرد بحجم 85 لتر لمدة 2850000 سنة أو لتلبية متوسط الطلب على الكهرباء في إنجلترا وويلز لمدة 3 أشهر
- •	تبلغ مساحة المحطة 43 فدانا من- موقع سيلافيلد- وهي نفس المساحة بحجم قصر باكنغهام وأراضيه.
- •	تم تحديد حجم مبادل حراري للمحطة بواسطة جسر Ehen في إيجر مونت غرب كمبريا.لأنه لم يكن هنالك من طريق آخر لنقل المبادلات الحرارية.

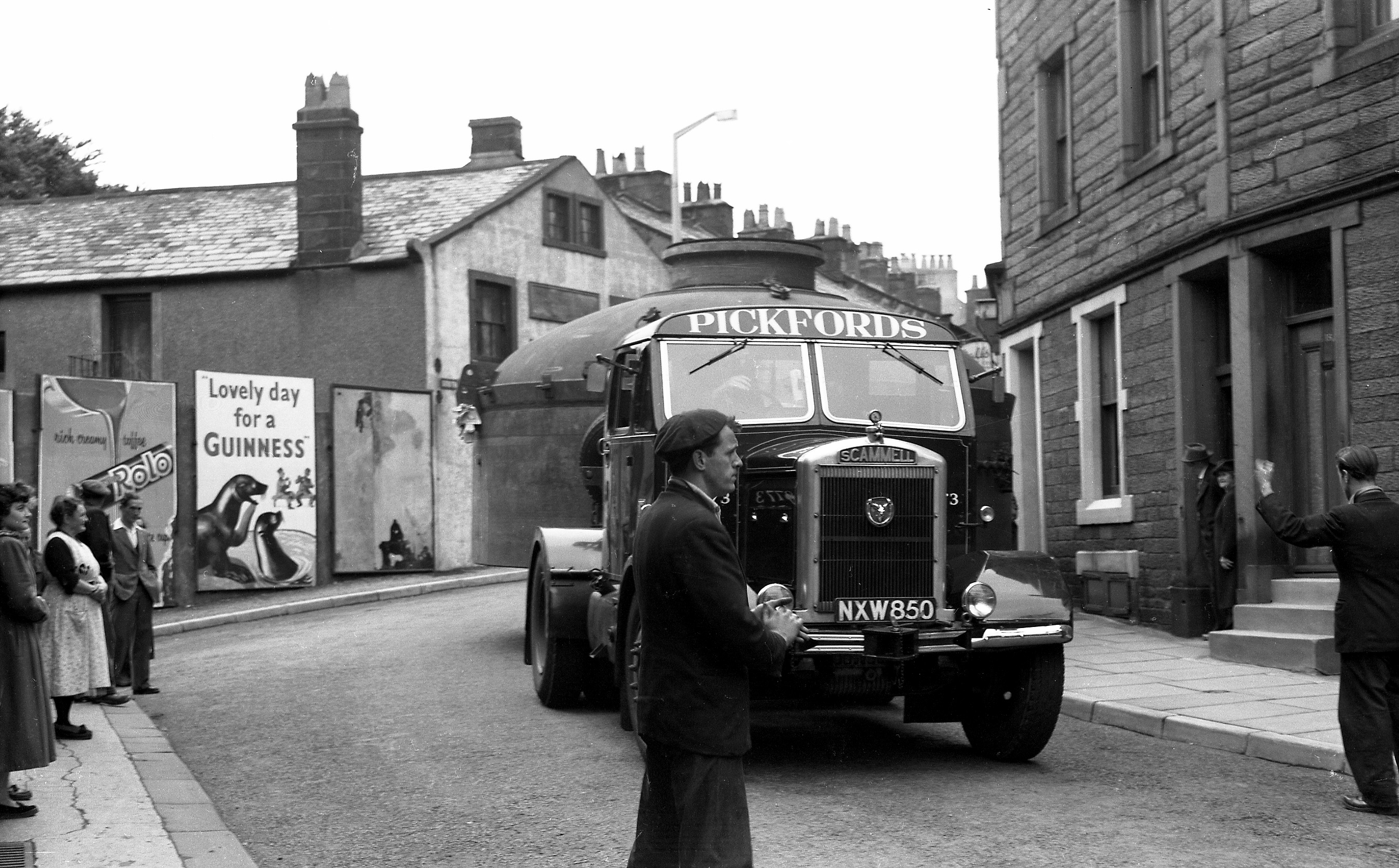
نقل المبادلات الحرارية

- •	تم إنشاء الكوخ الخشبي اللذي يقف قبالة المحطة اليوم كمدرسة تدريب للمشغلين في المحطات الدولية الجديدة، هذا يجعل كولدرهول واحدة من اوائل مدراس التدريب الدولية في العالم
- •	أشرف اللورد كريستوفر هينتون وهو رائد نووي وواحد من أبرز المهندسين في القرن العشرين على تصميم وبناء محطة كولدرهول.
- •	الموقع اللذي يوجد فيه اثنان من أبراج التبريد الأربعة في كولدرهول حتى عام 2007 هو الآن موطن لمرفق صيانة صوامع جديد.[3]

## إيقاف تشغيل المحطة

### 2003
تم إغلاق المحطة في 31 مارس، بعد 47 عاما من الخدمة، عند إغلاقها كانت جميع مفاعلات المحطة الأربعة ممتلئة بالوقود اللذي يحتاج للمعالجة.

### 2008
بعد الهدم الآمن لأبراج التبريد بالمحطة، تمت إزالة أجزاء من هيكل المحطة.
بدأت العملية بإزالة الانابيب التي ربطت المبادلات الحرارية بالمفاعلات الأربعة، وتزن كل قناة تمت إزالتها 45 طناً، وتم استخدام واحدة من أكبر الرافعات في العالم للمساعدة في تفكيك الهيكل.
كما تم تفكيك أعمال الصلب الداعمة الخارجية والسلالم على كل من المبادلات الحرارية الستة عشر، يزن كل واحد من الصلب 340 طن، وتم إعادة تدوير ما يمكن تدويره.

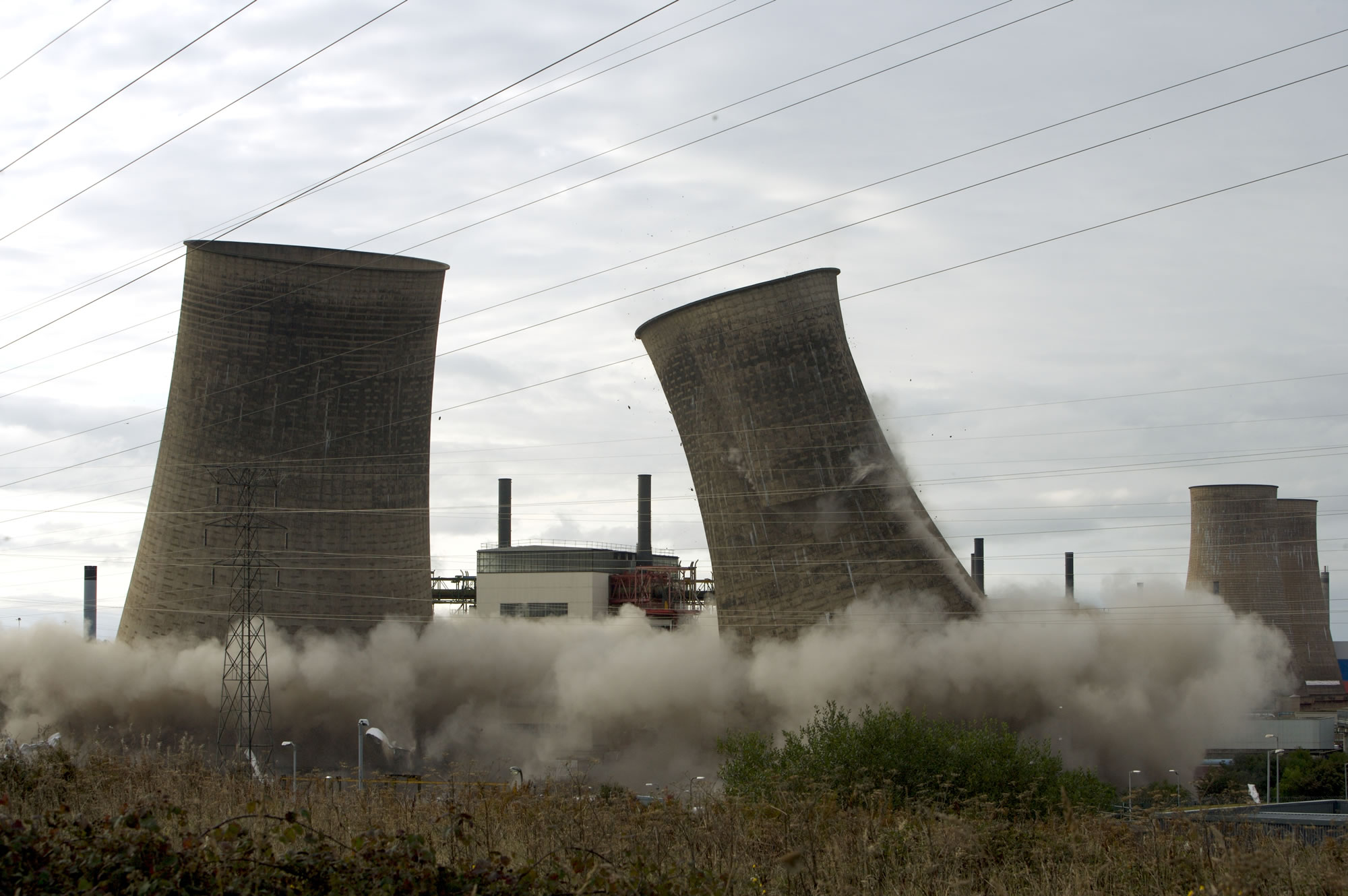
هدم أبراج التبريد

### 2010
تمت إزالة المواد من المبادلات الحرارية وقاعات التوربينات والمباني المرتبطة بها.
وتمت إزالة 2300 طن من الإسبستوس خلال 5 سنوات (مما يجعله أكبر مشروع لإزالة الإسبستوس في أوروبا في ذلك الوقت.

### 2016
تم تفريغ واحد من مفاعلات كولدرهول من الوقود، وكانت المفاعلات الثلاثة المتبقية على الطريق لإفراغها بحلول عام 2019.

### 2019
```
في الرابع من سيبتمبر لعام 2019 تم إخراج ما مجموعه 38,953 قضيب وقود مستنفذ بنفس الآلات اللتي استخدمت لتحميل الوقود في المفاعل خلال فترة تشغيلها، وبمجرد إزالته يتم تبريد الوقود في بركة تخزين وإعادة معالجة اليورانيوم 
والبلوتونيوم
 اللذي يمكن إعادة إستخدامه.
```

### 2027
تشير الخطط الحالية إلى أنه سيتم ترك مباني المفاعل الأربعة فقط من المحطة الأصلية
ثم سيتم تفكيك مباني المفاعل إلى الحد اللذي يبقى فيه الدرع الحيوي الخرساني اللذي يحوي قلب المفاعل.

## الرعاية والصيانة
سوف يتم وضع مباني المفاعل في مرحلة (الرعاية والصيانة) تمهيد لإيقاف تشغيلها بالكامل ثم هدمها.